# 主体拍摄
主体拍摄（英語：Principal photography）指的是在电影制作的过程中演员处在现场、摄影就位的环节，与前期准备和後期製作的概念相对。因为演出人员的片酬很高，加之某些场景花费巨大，主体拍摄通常是整个电影拍摄过程中耗资最多的环节。